# Federico De Robertis

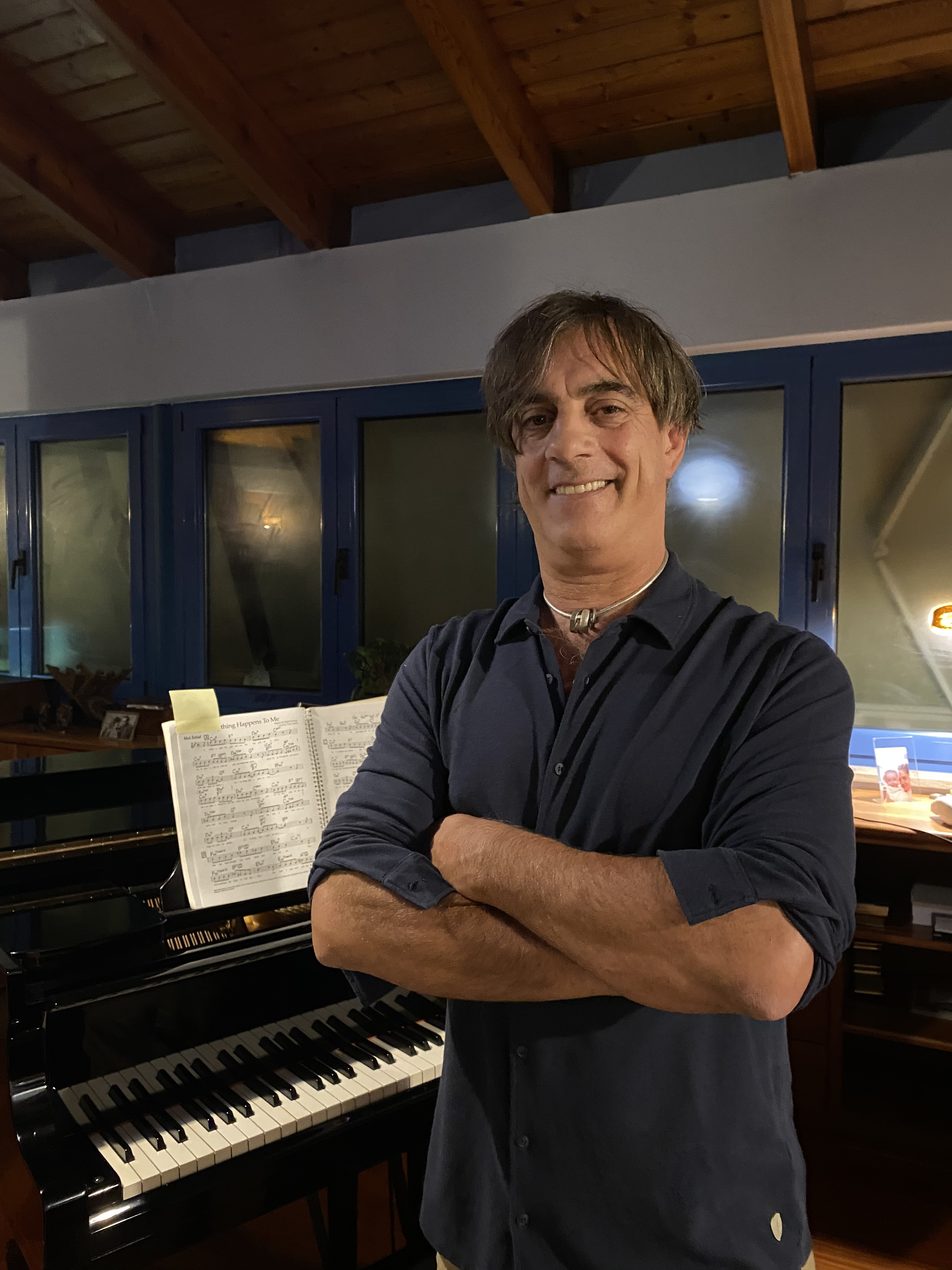
Federico De Robertis (2020)

Federico De Robertis (* 1962 in Lucca) ist ein italienischer Filmkomponist und Musiker.

## Leben
Federico De Robertis beendete 1988 sein Klavier-Studium an der Hochschule für Musikstudien in Livorno. Nach dieser Zeit entdeckte er elektronische Musikquellen wie Synthesizer.
Er begann 1991 mit der Arbeit an Soundtracks für den Regisseur Gabriele Salvatores. Für den Film Sud wurde er 1994 mit dem Globo d’oro, dem Nastro d’Argento und dem Ciak d’oro für die beste Filmmusik ausgezeichnet. Ab 1994 arbeitete er auch öfters für den Regisseur Carlo Vanzina.
Im Oktober 2011 gründete er die Musikgruppe Fede & gli Infedeli, mit der er Soundtracks und selbstkomponierte Songs aufführt.

## Filmografie (Auswahl)
- 1992: Puerto Escondido
- 1993: Sud
- 1994: Die römische Kanone (S.P.Q.R. 2000 e 1/2 anni fa)
- 1995: Selvaggi
- 1997: Banzai
- 1997: Nirvana
- 2000: Denti
- 2007: 2061: Un anno eccezionale
- 2010: Ti presento un amico
- 2010: 1960 (Dokumentarfilm)
- 2014: Der unsichtbare Junge (Il ragazzo invisibile)
- 2018: Il ragazzo invisibile: Seconda generazione